# Јержи Кавалеровиц
Јержи Кавалеровиц (пољ. Jerzy Kawalerowicz; 1922 – 2007) био је пољски редитељ. Један је од најистакнутијих пољских редитеља двадесетог века.

## Дело

### Почеци
Кавалеровиц је започео своју каријеру као асистент редитеља на првом послератном пољском филму, Забрањене песме (1947). Године 1954. након његовог веома критикованог дугометражног дебија, Сеоски млин (пољ. Gromada, 1952, корежирао Казимир Сумерски), режирао је епски диптих, Ноћ сећања (пољ. Celuloza) и Под фригијском звездом (пољ. Pod gwiazdą frygijską), можда најбоље дело произведено у периоду социјалистичког реалистичког филма и под утицајем италијанских неореалиста и класичних совјетских биографских филмова. Кавалеровиц приказује причу о одрастању сина сељака који се сели у град, ради у фабрици целулозе, сазрева, стиче „класну свест“ и постаје комунистички активиста.
Кавалеровицев следећи филм, Сенка (пољ. Cień, 1956), коју је написао Александар Сцибор-Рилски, била је необична, напета прича смештена у послератну пољску политичку климу. У филму Прави крај Великог рата (пољ. Prawdziwy koniec wielkiej wojny, 1957) развио је психолошку студију о жени, Рожи, (Луцина Виницка) и двојици мушкараца у њеном животу: њен емоционално поремећени муж, који је преживео концентрациони логор, и човек коме се обратила када је мислила да јој је муж мртав.

### Пољска филмска школа
Током периода пољске школе, Јерзи Кавалеровиц је такође произвео два стилски усавршена филма — Ноћни воз (познат и као Балтик Екпрес, пољ. Baltic Express, Pociąg, 1959) и Мајка Јована од анђела (пољ. Matka Joanna od Aniołów, 1961). Ова два међународно позната филма су добила бројне награде, укључујући награду Џорџ Милијус и награду за најбољу глумицу коју је Виницка добила на Венецијанском филмском фестивалу 1959. за улогу у Ноћном возу. Кавалеровиц је такође освојио Сребрну палму на Филмском фестивалу у Кану 1961. за Мајку Јовану од анђела. Ноћни воз је филм са Хичкоковским призвуком о два лика, Марти (Виницка) и Јержију (Леон Нијемчик), који су приморани да деле купе у ноћном возу који иде ка балтичком одмаралишту. Мајка Јована од Анђела, класична прича о опседнутости демонима смештена у источну Пољску у осамнаестом веку, лабаво је заснована на добро познатој причи о опседнутим монахињама у манастиру из седамнаестог века у Лудуну у Француској.
Године 1966. Кавалеровиц је режирао један од најбољих пољских историјских филмова, Фараон, номинован за Оскара 1967. у категорији најбољи страни филм. Сценарио Кавалеровица и Тадеуша Конвицког прати прослављени роман Болеслава Пруса о младом фараону (Јержи Зелник) који покушава да модернизује Египат, али је поражен од његових антагониста — свештеника. Кавалеровицев историјски еп, огроман по пољским стандардима, још увек оставља утисак не само због своје теме, већ углавном због своје велике формалне лепоте: ајзенштајновске композиције кадра (кинематографија Јержија Војцика), стилизованих гестова и покрета глумаца и креативног дизајна.
Кавалеровиц је такође добио признање критике за своју Смрт председника (пољ. Śmierć prezydenta, 1977), која приказује атентат на првог пољског председника Габријела Нарутовича 1922. од стране националистичког фанатика. Аустерија (или Крчма, 1983), последњи реномирани Кавалеровицов филм, приказује идеализовани јеврејски свет малог источног галицијског града на избијању Првог светског рата. Његов протагониста, Таг (Франтишек Пјечка), гостионичар у Аустерији, је сведок различитих заједница које се окупљају у његовој гостионици уочи рата.
Остали филмови: Игра (пољ. Gra, 1968), Мадалена (1971), Састанак на Атлантику (пољ. Spotkanie na Atlantyku, 1980), Бронштајнова деца (1990).

### Након пада комунизма
Два Кавалеровицева филма објављена након пада комунизма, Затвореник Европе (пољ. Jeniec Europy, 1989) и За шта? (пољ. Za co?, 1996) критика је лоше прихватила, а публика игнорисала. Године 2001. је покушао да поврати своју публику адаптацијом класичног романа Кво Вадис (2001) Хенрика Сјенкијевича, најскупљег пољског филма икада снимљеног.

## Педагошки и друштвени рад
Осим што је био угледни филмски режисер, од 1955. године Кавалеровиц је био и на челу Кадра, једног од најистакнутијих филмских студија, предавао је на Филмској школи у Лођу, био је и суоснивач и председник Удружења пољских филмских стваралаца (1966–1978). Члан Комунистичке партије Пољске од 1954. године до њеног распуштања 1989. године. Кавалеровиц је такође био члан Народне скупштине Пољске од 1985. године до 1989. године.